# متن زمان‌دار

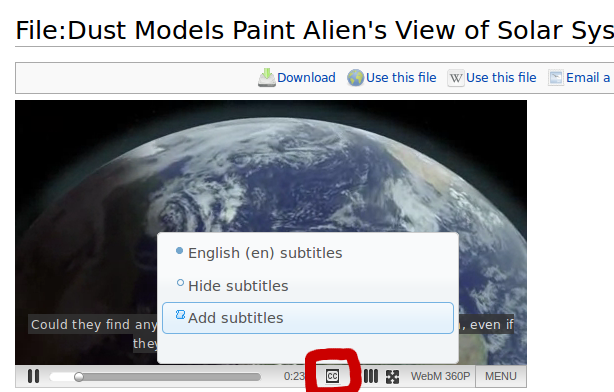
زیر نویس

متن زمان‌دار یا متن زمان‌بندی‌شده (به انگلیسی: Timed text) به ارائه رسانهٔ متنی همزمان با سایر رسانه‌ها، مانند صدا و تصویر اشاره دارد.

## کاربردها
کاربردهای معمول متن زمان‌دار عبارت‌اند از: زیرنویس همزمان برای فیلم‌های خارجی زبان در وب، یا زیرنویس برای افرادی که فاقد دستگاه صوتی یا دارای کم شنوایی‌اند، یا کارائوکه، یا پیمایش موارد خبر یا کاربردهای اتوکیو هستند.
متن زمان‌دار برای فیلم‌های MPEG-4 و رسانه تلفن همراه در MPEG-4 Part 17 Timed Text تعیین شده‌است و نوع MIME آن توسط RFC 3839 مشخص شده‌است.

## مشخصات زبان نشانه‌گذاری
ائتلاف وب جهان‌گستر دو استاندارد را برای تنظیم متن زمان‌دار در اینترنت حفظ می‌کند: زبان نشانه‌گذاری متن زمان‌دار (TTML) و WebVTT (در حال حاضر در مرحله پیش‌نویس است).  انجمن مهندسین فیلم و تلویزیون (SMPTE)  ساختارهای فراداده دیگری را برای استفاده در TTML ایجاد کرده و نمایه‌ای از TTML به نام SMPTE-TT ایجاد کرده‌است. اکوسیستم محتوای سرگرمی دیجیتال (DECE) متن زمان‌دار SMPTE را در مشخصات قالب پرونده متداول UltraViolet خود قرار داده‌است.

## قالب‌های رقابتی
در طول توسعه ویژگی SMIL 2.0، قابلیت همکاری برای متن زمان‌دار وجود دارد. امروزه از قالب‌های ناسازگار برای کپشن، زیرنویس و سایر اشکال متن زمان‌دار در وب استفاده می‌شود. این بدان معنی است که هنگام ایجاد یک نمایش SMIL، بخش متن اغلب باید برای یک محیط پخش خاص هدف قرار گیرد. علاوه بر این، انجمن دسترسی به زیرنویس برای ایجاد محتوای سمعی و بصری در دسترس به شدت متکی است. عدم وجود یک قالب قابل همکاری، هزینه اضافی قابل توجهی را به هزینه‌های زیرنویس‌سازی محتوای وب اضافه می‌کند، که از قبل هم زیاد است.

## مثال
آنچه در زیر است استخراج شده از پرونده زیرنویس بسته انگلیسی، در قالب SubRip، برای فیلم Krazy Kat Bugolist ۱۹۱۶ است.
```
۱
۰۰:۰۰:۲۲٬۰۰۰ --> ۰۰:۰۰:۲۷٬۰۰۰
I'll teach thee Bugology, Ignatzes
```

```
۲
۰۰:۰۰:۴۰٬۰۰۰ --> ۰۰:۰۰:۴۳٬۰۰۰
Something tells me
```

```
۳
۰۰:۰۰:۵۸٬۰۰۰ --> ۰۰:۰۱:۵۹٬۰۰۰
Look, Ignatz, a sleeping bee
```

معادل آن در W3C WebVTT به شرح زیر است:
```
WEBVTT
```

```
۰۰:۲۲٫۰۰۰ --> ۰۰:۲۷٫۰۰۰
I'll teach thee Bugology, Ignatzes
```

```
۰۰:۴۰٫۰۰۰ --> ۰۰:۴۳٫۰۰۰
Something tells me
```

```
۰۰:۵۸٫۰۰۰ --> ۰۱:۵۹٫۰۰۰
Look, Ignatz, a sleeping bee
```

معادل آن در W3C TTML به شرح زیر است:
```
<tt
 
xmlns=
"http://www.w3.org/ns/ttml"
>

  
<body>

    
<div
 
begin=
"22s"
 
dur=
"5s"
>

      
<p>
I'll
 
teach
 
thee
 
Bugology,
 
Ignatzes
</p>

    
</div>

    
<div
 
begin=
"40s"
 
dur=
"3s"
>

      
<p>
Something
 
tells
 
me
</p>

    
</div>

    
<div
 
begin=
"58s"
 
dur=
"61s"
>

      
<p>
Look,
 
Ignatz,
 
a
 
sleeping
 
bee
</p>

    
</div>

  
</body>

</tt>

```